# Поаси
Поаси (фр. Poissy) град је у Француској, у департману Ивлен.
По подацима из 1999. године број становника у месту је био 35.841.

## Демографија
| 1962.  | 1968.  | 1975.  | 1982.  | 1990.  | 1999.  | 2011.  |
| ------ | ------ | ------ | ------ | ------ | ------ | ------ |
| 28.548 | 33.613 | 37.497 | 36.389 | 36.745 | 35.841 | 37.662 |

## Партнерски градови
- Пирмазенс